# Pedro Santana (beisbolista)
Pedro Santana (San Pedro de Macorís, 21 de septiembre de 1976) es un ex segunda base dominicano que jugó en las Grandes Ligas en 2001 para los Tigres de Detroit. Mide 5'11" y pesa 160 libras.
El 16 de julio de 2001, Santana apareció en el único juego de su carrera de Grandes Ligas. Entró en el juego en la octava entrada como reemplazo defensivo en la segunda base y no tuvo ninguna aparición en el plato.
Santana también ha jugado en México para los Cafeteros de Córdoba, Guerreros de Oaxaca y Algodoneros de Guasave.